# نانتيس (كيبك)
نانتيس (بالإنجليزية: Nantes, Quebec)‏ هي بلدية محلية في كيبيك تقع في كندا في Le Granit Regional County Municipality. يقدر عدد سكانها بـ 1,374 نسمة ومساحتها 120.50 كم2 .